# 10957 Альпи
10957 Альпи (6068 P-L, 1999 FM17, 10957 Alps) — астероїд головного поясу.
Тіссеранів параметр щодо Юпітера — 3,248.